# Canton de Vauréal
Le canton de Vauréal est une circonscription électorale française du département du Val-d'Oise créée par le décret du 17 février 2014. Elle tient lieu de circonscription d'élection des conseillers départementaux et entre en vigueur lors des élections départementales de 2015.

## Histoire
Un nouveau découpage territorial du Val-d'Oise entre en vigueur à l'occasion des premières élections départementales suivant le décret du 17 février 2014. Les conseillers départementaux sont, à compter de ces élections, élus au scrutin majoritaire binominal mixte. Les électeurs de chaque canton élisent au Conseil départemental, nouvelle appellation du Conseil général, deux membres de sexe différent, qui se présentent en binôme de candidats. Les conseillers départementaux sont élus pour 6 ans au scrutin binominal majoritaire à deux tours, l'accès au second tour nécessitant 12,5 % des inscrits au 1er tour. En outre la totalité des conseillers départementaux est renouvelée. Ce nouveau mode de scrutin nécessite un redécoupage des cantons dont le nombre est divisé par deux avec arrondi à l'unité impaire supérieure si ce nombre n'est pas entier impair, assorti de conditions de seuils minimaux. Dans le Val-d'Oise, le nombre de cantons passe ainsi de 39 à 21.
Le nouveau canton de Vauréal est formé de communes des anciens cantons de Magny-en-Vexin (26 communes), de Vigny (11 communes) et de l'Hautil (3 communes). Il est entièrement inclus dans l'arrondissement de Pontoise. Le bureau centralisateur est situé à Vauréal.

## Représentation
| Période élective | Période élective | Mandat | Mandat   | Identité           | Nuance | Nuance | Qualité |
| ---------------- | ---------------- | ------ | -------- | ------------------ | ------ | ------ | --- |
| 2015             | 2021             | 2015   | 2021     | Sylvie Couchot     |        | DVG    | Infirmière à l'hôpital de Pontoise Maire de Vauréal                                                                       |
| 2015             | 2021             | 2015   | 2021     | Jean-Pierre Muller |        | DVG    | Enseignant retraité Maire de Magny-en-Vexin (2001-2020) Ancien conseiller général du Canton de Magny-en-Vexin (1998-2015) |
| 2021             | 2028             | 2021   | en cours | Patricia José      |        | LR     | Conseillère municipale d'opposition de Vauréal                                                                            |
| 2021             | 2028             | 2021   | en cours | Thomas Vatel       |        | LR     | Premier maire-adjoint de Magny-en-Vexin                                                                                   |

### Résultats détaillés

#### Élections de mars 2015
À l'issue du 1er tour des élections départementales de 2015, deux binômes sont en ballottage : Sylvie Couchot et Jean-Pierre Muller (PS, 31,73 %) et Denise Cornet et Thomas Le Breton (FN, 25,68 %). Le taux de participation est de 45,99 % (16 622 votants sur 36 146 inscrits) contre 40,49 % au niveau départemental et 50,17 % au niveau national.
Au second tour, Sylvie Couchot et Jean-Pierre Muller (PS) sont élus avec 64,19 % des suffrages exprimés et un taux de participation de 47,21 % (9 926 voix pour 17 062 votants et 36 139 inscrits).

#### Élections de juin 2021
Le premier tour des élections départementales de 2021 est marqué par un très faible taux de participation (33,26 % au niveau national). Dans le canton de Vauréal, ce taux de participation est de 31,73 % (11 757 votants sur 37 050 inscrits) contre 26,57 % au niveau départemental. À l'issue de ce premier tour, deux binômes sont en ballottage : Patricia José et Thomas Vatel (LR, 34,54 %) et Lydia Chevalier et Éric Proffit Brulfert (Union à gauche avec des écologistes, 28,75 %),.
Le second tour des élections est marqué une nouvelle fois par une abstention massive équivalente au premier tour. Les taux de participation sont de 34,36 % au niveau national, 28,57 % dans le département et 33,35 % dans le canton de Vauréal. Patricia José et Thomas Vatel (LR) sont élus avec 53,3 % des suffrages exprimés (6 072 voix pour 12 358 votants et 37 059 inscrits),,,.

## Composition
Lors du redécoupage de 2014, le canton de Vauréal comprenait quarante  communes entières.
À la suite de la création de la commune nouvelle d'Avernes au 1er janvier 2018, le canton comprend désormais trente-neuf communes entières.
| Nom                             | Code Insee | Intercommunalité        | Superficie (km2) | Population (dernière pop. légale) | Densité (hab./km2) | Modifier                                    |
| ------------------------------- | ---------- | ----------------------- | ---------------- | --------------------------------- | ------------------ | ------------------------------------------- |
| Vauréal (bureau centralisateur) | 95637      | CA de Cergy-Pontoise    | 3,46             | 16 079 (2022)                     | 4 647              | modifier les données · modifier les données |
| Aincourt                        | 95008      | CC Vexin - Val de Seine | 10,03            | 870 (2022)                        | 87                 | modifier les données · modifier les données |
| Ambleville                      | 95011      | CC Vexin - Val de Seine | 7,96             | 390 (2022)                        | 49                 | modifier les données · modifier les données |
| Amenucourt                      | 95012      | CC Vexin - Val de Seine | 8,70             | 208 (2022)                        | 24                 | modifier les données · modifier les données |
| Arthies                         | 95024      | CC Vexin - Val de Seine | 7,40             | 267 (2022)                        | 36                 | modifier les données · modifier les données |
| Avernes                         | 95040      | CC Vexin Centre         | 17,15            | 866 (2022)                        | 50                 | modifier les données · modifier les données |
| Banthelu                        | 95046      | CC Vexin - Val de Seine | 8,10             | 148 (2022)                        | 18                 | modifier les données · modifier les données |
| Bray-et-Lû                      | 95101      | CC Vexin - Val de Seine | 3,71             | 957 (2022)                        | 258                | modifier les données · modifier les données |
| Buhy                            | 95119      | CC Vexin - Val de Seine | 6,86             | 327 (2022)                        | 48                 | modifier les données · modifier les données |
| La Chapelle-en-Vexin            | 95139      | CC Vexin - Val de Seine | 3,61             | 316 (2022)                        | 88                 | modifier les données · modifier les données |
| Charmont                        | 95141      | CC Vexin - Val de Seine | 3,83             | 33 (2022)                         | 8,6                | modifier les données · modifier les données |
| Chaussy                         | 95150      | CC Vexin - Val de Seine | 14,56            | 634 (2022)                        | 44                 | modifier les données · modifier les données |
| Chérence                        | 95157      | CC Vexin - Val de Seine | 8,47             | 128 (2022)                        | 15                 | modifier les données · modifier les données |
| Cléry-en-Vexin                  | 95166      | CC Vexin Centre         | 5,10             | 467 (2022)                        | 92                 | modifier les données · modifier les données |
| Condécourt                      | 95170      | CC Vexin Centre         | 6,94             | 557 (2022)                        | 80                 | modifier les données · modifier les données |
| Courdimanche                    | 95183      | CA de Cergy-Pontoise    | 5,57             | 7 111 (2022)                      | 1 277              | modifier les données · modifier les données |
| Frémainville                    | 95253      | CC Vexin Centre         | 5,61             | 502 (2022)                        | 89                 | modifier les données · modifier les données |
| Genainville                     | 95270      | CC Vexin - Val de Seine | 10,50            | 521 (2022)                        | 50                 | modifier les données · modifier les données |
| Guiry-en-Vexin                  | 95295      | CC Vexin Centre         | 6,16             | 151 (2022)                        | 25                 | modifier les données · modifier les données |
| Haute-Isle                      | 95301      | CC Vexin - Val de Seine | 2,57             | 291 (2022)                        | 113                | modifier les données · modifier les données |
| Hodent                          | 95309      | CC Vexin - Val de Seine | 4,37             | 225 (2022)                        | 51                 | modifier les données · modifier les données |
| Longuesse                       | 95348      | CC Vexin Centre         | 8,50             | 505 (2022)                        | 59                 | modifier les données · modifier les données |
| Magny-en-Vexin                  | 95355      | CC Vexin - Val de Seine | 14,02            | 5 755 (2022)                      | 410                | modifier les données · modifier les données |
| Maudétour-en-Vexin              | 95379      | CC Vexin - Val de Seine | 6,55             | 203 (2022)                        | 31                 | modifier les données · modifier les données |
| Menucourt                       | 95388      | CA de Cergy-Pontoise    | 3,68             | 6 189 (2022)                      | 1 682              | modifier les données · modifier les données |
| Montreuil-sur-Epte              | 95429      | CC Vexin - Val de Seine | 7,15             | 382 (2022)                        | 53                 | modifier les données · modifier les données |
| Omerville                       | 95462      | CC Vexin - Val de Seine | 11,98            | 325 (2022)                        | 27                 | modifier les données · modifier les données |
| La Roche-Guyon                  | 95523      | CC Vexin - Val de Seine | 4,61             | 423 (2022)                        | 92                 | modifier les données · modifier les données |
| Sagy                            | 95535      | CC Vexin Centre         | 10,53            | 1 100 (2022)                      | 104                | modifier les données · modifier les données |
| Saint-Clair-sur-Epte            | 95541      | CC Vexin - Val de Seine | 12,18            | 979 (2022)                        | 80                 | modifier les données · modifier les données |
| Saint-Cyr-en-Arthies            | 95543      | CC Vexin - Val de Seine | 3,89             | 237 (2022)                        | 61                 | modifier les données · modifier les données |
| Saint-Gervais                   | 95554      | CC Vexin - Val de Seine | 13,18            | 883 (2022)                        | 67                 | modifier les données · modifier les données |
| Seraincourt                     | 95592      | CC Vexin Centre         | 11,28            | 1 310 (2022)                      | 116                | modifier les données · modifier les données |
| Théméricourt                    | 95610      | CC Vexin Centre         | 7,58             | 289 (2022)                        | 38                 | modifier les données · modifier les données |
| Vétheuil                        | 95651      | CC Vexin - Val de Seine | 4,30             | 867 (2022)                        | 202                | modifier les données · modifier les données |
| Vienne-en-Arthies               | 95656      | CC Vexin - Val de Seine | 3,76             | 360 (2022)                        | 96                 | modifier les données · modifier les données |
| Vigny                           | 95658      | CC Vexin Centre         | 6,56             | 1 132 (2022)                      | 173                | modifier les données · modifier les données |
| Villers-en-Arthies              | 95676      | CC Vexin - Val de Seine | 8,25             | 487 (2022)                        | 59                 | modifier les données · modifier les données |
| Wy-dit-Joli-Village             | 95690      | CC Vexin - Val de Seine | 8,37             | 329 (2022)                        | 39                 | modifier les données · modifier les données |
| Canton de Vauréal               | 9520       |                         | 297,03           | 52 803 (2022)                     | 178                | modifier les données                        |

## Démographie
En 2022, le canton comptait 52 803 habitants, en évolution de +1,42 % par rapport à 2016 (Val-d'Oise : +4 %, France hors Mayotte : +2,11 %).
| 2013   | 2018   | 2022   |
| ------ | ------ | ------ |
| 51 369 | 52 537 | 52 803 |